# Hvem myrdede Harry
The Trouble With Harry (dansk: Hvem Myrdede Harry) fra 1955 er en alternativ Hitchcock film, hvor komikken spiller en større rolle end spændingen som Hitchcock normalt begår sig med. Ikke nok med at det også var en af Hitchcocks egen personlige favoritter, debuterede en ung Shirley MacLaine også.